# 萨多纳地质结构区
萨多纳地质结构区位于瑞士东部阿尔卑斯山脉地区，面积32850公顷。这一地区以拥有造山运动形成的地质断面而闻名。自18世纪以来就是一处重要的地质科学遗址。此外该地区还拥有7座海拔3000米以上的山峰。2008年被列入世界自然遗产。